# 茜谷幸子
茜谷 幸子（あかねや さちこ、1955年〈昭和30年〉4月9日 - ）は、秋田放送（ABS）の元アナウンサー。秋田市出身。

## 来歴
早稲田大学教育学部教育学科卒業後、1980年にABS入社。
大学時代は陸上部に所属。大学生時代、家に居る時は朝から晩までずっとラジオを点けており、ラジオが生活に密着していたことから自然とアナウンサーになりたいと思うようになっていったという。
2009年2月をもってアナウンサー職を離れた。

## 過去の出演番組

### ラジオ
- ズンチャカメキメキ145
- 花咲けねんりんくらぶ
- あさ採りワイド秋田便(月・火曜日)(2008年3月31日～)
- 歌のない歌謡曲[1]
- コロムビア・スペシャルサウンド[1]

### テレビ
- 天気予報ナレーション
- ABSニュースワイド
- テレビ県民室